# Об'єднані Арабські Емірати
Об'є́днані Ара́бські Еміра́ти (ОАЕ; араб. دولة الإمارات العربية المتحدة), інколи просто Емірати (араб. الإمارات) — суверенна держава в Західній Азії на північному сході Аравійського півострова в Перській затоці, що межує з Оманом на сході та Саудівською Аравією на півдні та заході, а також має морські кордони з Катаром на заході та Іраном на півночі, відповідно. Конфедеративне об'єднання абсолютних монархій, що формально-юридично називається федерацією, яка складається з семи еміратів: Абу-Дабі (який виконує функцію столиці), Аджман, Дубай, Фуджейра, Рас-ель-Хайма, Шарджа, Умм-Ель-Кайвайн. Їх межі складні, з численними анклавами в межах різних еміратів. Кожним еміратом керує правитель; вони разом утворюють Федеральну Національну Раду. Один з правителів виконує функції президента Об'єднаних Арабських Еміратів. Станом на 2020 рік населення ОАЕ становило 9,99 млн, з них 1,4 — громадяни Еміратів, а 8,58 мільйона — емігранти.
У минулому країна називалася Договірним Оманом і являла собою об'єднання британських протекторатів. Державу Об'єднані Арабські Емірати (ОАЕ) проголошено 2 грудня 1971.
Зростання міжнародного профілю ОАЕ призвело до визнання її регіональною та середньою потугою. Країна є членом Організації Об'єднаних Націй (ООН), Ліги Арабських Держав, Організації ісламського співробітництва, ОПЕК, Руху неприєднання та Ради співробітництва арабських держав Перської затоки

## Географія

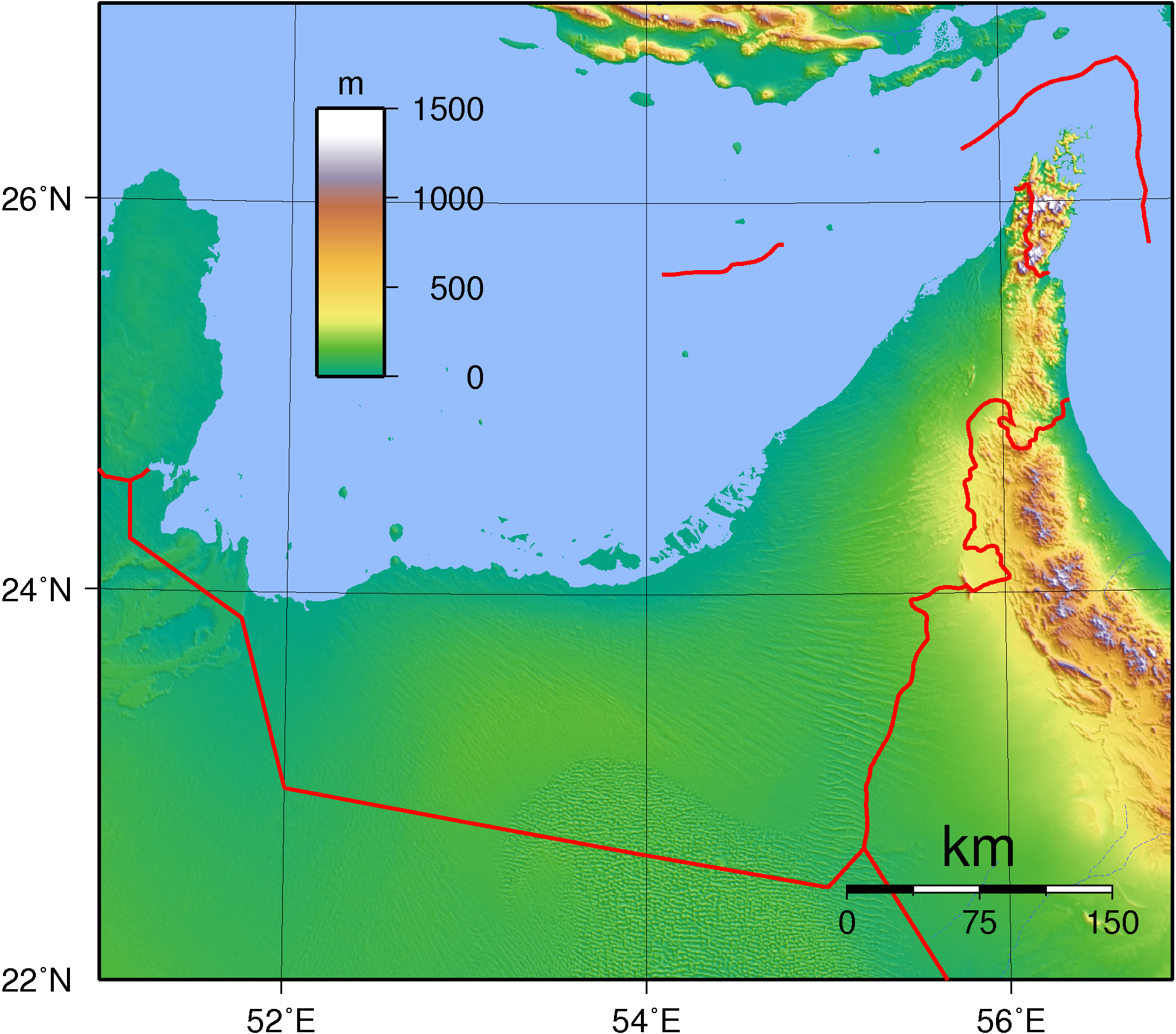
Топографічна мапа ОАЕ

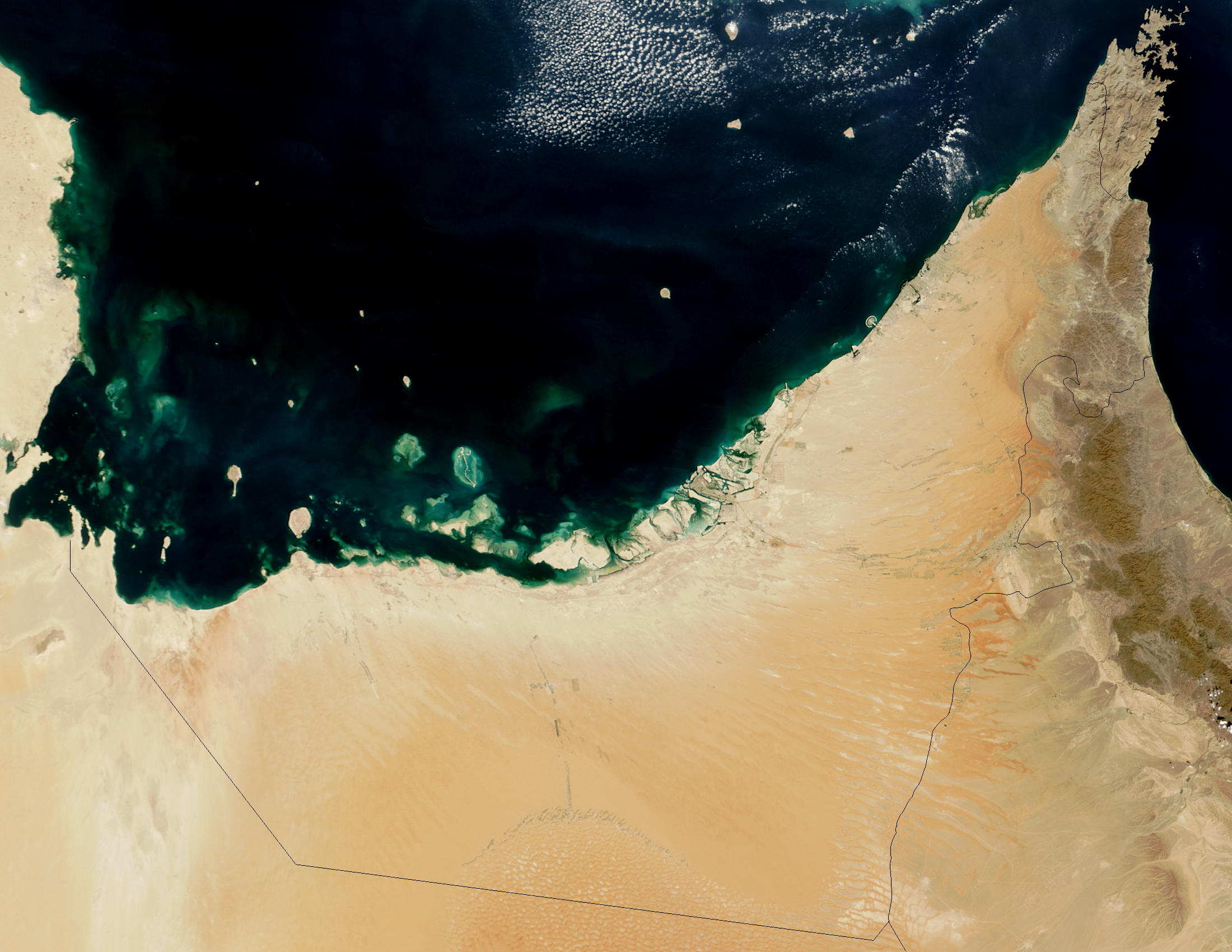
ОАЕ з космосу

Об'єднані Арабські Емірати розташовані в Південно-Західній Азії, на узбережжі Оманської і Перської заток, межують з Оманом і Саудівською Аравією. Вони мають стратегічне розташування вздовж південних підходів до Ормузької протоки, життєво важливим транзитним пунктом для світового нафтового лобі.
ОАЕ лежать між 22° 50' та 26° північної широти і між 51° і 56° 25' східної довготи. Країна має 530-кілометровий кордон з Саудівською Аравією на заході, півдні та південному сході, і 450-кілометровий кордон з Оманом на південному сході і північному сході. Протяжність сухопутного кордону з Катаром у Хавр-аль-Удайд становить близько дев'ятнадцяти кілометрів на північному заході, однак це є джерелом постійних суперечок між країнами

### Загальна інформація
- Загальна площа 82880 км²;
- На суходолі: 82880 км²;
- Водойми: 0 км²;
- Морські претензії: безперервна зона за 44 км від берега;
- Континентальний шельф: 370 км від краю материкової частини;
- Виключна економічна зона: 370 км від краю материкової частини;
- Територіальні води: 22 км від краю материкової частини;
- Найнижча точка: Перська затока 0 м;
- Найвища точка: 1910 м безіменна сопка недалеко від кордону з Джебель-Біль Яс на кордоні з Оманом;
- Орна земля: 0,77%;
- Постійні посіви зернових культур: 0%;
- Зрошувані землі: 50 км² (станом на 1993 рік);
- Пасовища і полонини: 2%;
- Ліси та лісиста місцевість: 3,8%;
- Пустеля: 98%.

### Клімат

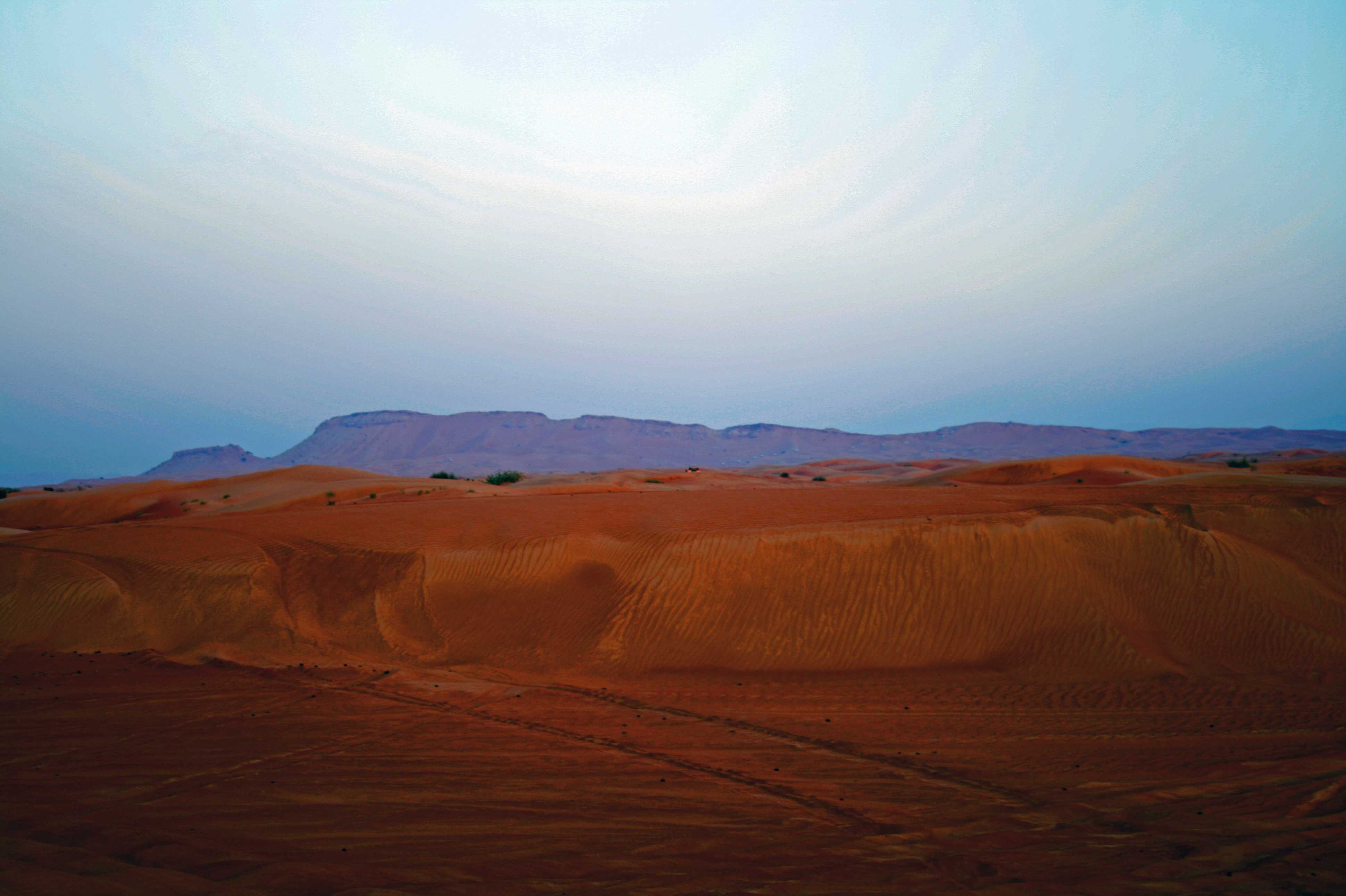
Пейзаж більшої частини території країни

Кліматичні умови в ОАЕ субтропічні пустельні, яким притаманні безперервні спекотні умови протягом всього року завдяки стабільній температурі повітря і високому тиску. Найспекотніші місяці липень і серпень, коли середня максимальна температура сягає понад 48 °C на прибережній рівнині. У горах Аль-Хаджар аль-Гарбі (Al-Hajar AL-Gharbi) температура значно помірніша, внаслідок збільшення висот. Середня мінімальна температура в січні і лютому становить від +10 °C і 14 °C. Наприкінці літа, вологий південно-східний вітер відомий як Шаркі (що означає «східний») спричиняє в прибережних районах суховії та піщані бурі. Середньорічна кількість опадів у прибережних районах менше ніж 120 мм, але в деяких гірських районах кількість опадів нерідко досягає 350 мм. Дощі у прибережному регіоні випадають на короткий період, здебільшого вони проливні і стаються в літні місяці, коли відбуваються на морі шторми, а іноді в результаті цих дощів наповнюються сухі русла ваді. У горах Джебель Джайс (Jebel Jais) в еміраті Рас-аль-Хайма спостерігали випадання снігу (правда тільки двічі з початку кліматичних спостережень).

### Рельєф
Більшу частину території ОАЕ займають солончаки та піщані пустелі, на заході розташовані піщані і кам'янисті пустелі, на сході і північному сході — гори Хаджар (найвища точка — гора Адана, 1127 м). Найвища точка країни — гора Джабаль Їбір (1527 м). На схід від затоки Ель-Удайд, що біля основи півострова Катар, простягаються рухомі піщані дюни, вздовж узбережжя поширені пласкі безплідні солончаки. Береги переважно низькі, узбережжя покраяне невеликими бухтами, обрамлене острівцями і кораловими рифами, що виступають над поверхнею мілководь.
Велика частина території ОАЕ являє собою пустельну рівнину. На сході вона переходить у кам'янисте плато (заввишки до 1127 м), на півдні зливається з піщаною пустелею Руб-ель-Халі, а на заході переходить у кам'янисту пустелю Ель-Джафура.

### Геологія й корисні копалини
ОАЕ розташовані у западині Руб-ель-Халі на південно-східному зануренні Аравійської платформи. Загальна потужність осадових порід, розвинених у межах западини, становить 6-7 км. Верхня частина цього шару представлена відкладами пермі, мезозою і палеогену. Переважають морські карбонатні утворення з прошарками лагунових галогенних і прибережно-морських теригенних порід. Будова мезозойських відкладів ускладнена пологими брахіантиклінальними і куполоподібними структурами, що групуються в зони регіональних валуватих піднять. Для південно-східних районів характерний розвиток соляної тектоніки. На крайньому північному сході (Ель-Фуджайра) розташовані відроги гірської складчастої гори Хаджар, в межах яких розвинені потужні комплекси офіолітів.
Основними корисними копалинами є нафта і природний газ. Запаси нафти оцінюються в 12 330 млн т. (близько 10 % світових запасів). Територія ОАЕ з прилеглою акваторією розташована на платформному схилі Перської затоки нафтогазоносного її басейну. У країні відкрито близько 30 нафтових, 5 газонафтових, 6 газових і газоконденсатних родовищ. Основні нафтові родовища в Абу-Дабі — Асаба, Беб, Бу Хаса, Аль-Закумі, в Дубаї — Фаллах, Фатех, Південно-Західний Фатех, Маргхам, в Шарджі — Мубарак. Запаси природного газу становлять 5794 млрд м³. За запасами природного газу ОАЕ займають 4-е місце у світі після Росії, Ірану і Катару. Нафтові родовища ОАЕ легкі, сірчисті, переважно метанові. Перспективи відкриття нових родовищ нафти і газу пов'язують з районами «абудабійської пустелі» і глибокими продуктивними горизонтами виявлених родовищ.
У північній частині країни, в горах поблизу Оману відомі хромітові розсипи (Cr2О3 11-16 %), які належать до порід офіолітового комплексу. Тут же виявлені невеликі рудопрояви міді і марганцю. У 1974 році в Ель-Фуджайрі знайдені поклади уранової руди. Наявні в країні також поклади нікелевої руди і бокситів.

### Гідрографія
Оскільки в ОАЕ опадів випадає близько 100 мм, а в горах 300—400 мм на рік (максимум взимку), та й ті доволі швидко випаровуються через спекотний клімат. Лише зрідка бувають сильні зливи, що приходять з морськими штормами, які завдають великої шкоди, розмиваючи дороги і перериваючи сполучення в країні. Саме тому, в ОАЕ постійних річок немає, а тимчасові водні потоки течуть по вузьких ущелинах, більшу частину року вони являють собою сухі русла — ваді. Джерела прісної води уздовж рівнинного узбережжя Перської затоки досить нечисленні. Інтенсивний водозабір із підземних джерел привів до значного зниження рівня ґрунтових вод та їх засолення.
Узбережжя ОАЕ простягається на понад 650 кілометрів вздовж південного узбережжя Перської затоки. Більша частина узбережжя складається з солончаків (засолені сухі озера, які ще називають «соляні промисли»), що виходять далеко від моря. Найбільша природна гавань розташована в місті Дубаї, а коли в інших портах були проведені днопоглиблювальні роботи, тоді й Абу-Дабі, й Шарджа, стали приймати морські судна. Численні острови розташовані в зоні Перської затоки, а також деякі з них були предметом міжнародних суперечок як з Іраном, так і з Катаром (здебільшого через стратегічні запаси вуглеводнів поблизу них). Водночас дрібні острови, а також багато коралових рифів і перехідні обмілини, являють собою небезпеку для судноплавства. А сильні припливи і урагани іноді ще більше ускладнюють рух кораблів поблизу берега.

### Флора і фауна
На західних схилах гір розташовані великі оази з виноградниками, фініковими пальмами, акаціями, тамаріском, евкаліптовими деревами, культивуються також зернові культури, манго, банани, лимони, тютюн. Загалом, в горах — рослинність типова для саван. У пустельних районах флора і фауна дуже бідні, і складається з |трави і терну, тут водяться зайці, тушканчики, газелі, одногорбий аравійський верблюд, деякі види ящірок і змій. Прибережні води Перської затоки багаті рибою (сардини, оселедець, скумбрія, морський окунь і тунець, а також водяться акули та кити) та перлами.
Корінна фауна перебуває на межі зникнення через інтенсивне полювання, це спонукало урядовців до створення програми її збереження. Саме тому було засновано заповідник Бані Яс (Bani Yas) на однойменному острові, зініційований шейхом Заїд бін Султан Аль Нахайян в 1970-х роках, що призвело до збереження та виживання арабської антилопи і леопарда.
Численними є й членистоногі. Тут мешкають павукоподібні, ракоподібні, багатоніжки, представники 24 рядів комах. Фауна переважно пустельна.

## Історія
Недавня історія: у 1952 сім шейхств за порадою і під патронатом Великої Британії створили раду, що складається з семи правителів з рішенням створити федерацію. У 1968 англійський уряд повідомив, що виведе свої сили через три роки. Сім держав разом з Катаром і Оманом утворили Федерацію Арабських еміратів. Шейхство Рас-ель-Хайма приєдналося в 1972. Шейх Заїд бін Султан Аль Нахайян став першим президентом. Дипломатичні зв'язки з СРСР і Китаєм встановлені в 1985; з Єгиптом у 1987. ОАЕ протистояли вторгненню Іраку в Кувейт у 1991 році й брали участь у війні в Перській затоці на стороні сил коаліції ООН.

## Державний устрій ОАЕ

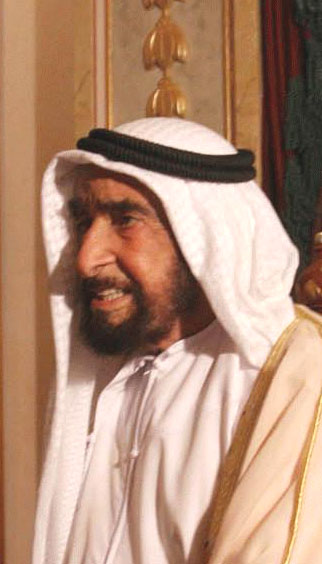
Заїд бін Султан Аль Нахайян (1918—2004), шейх Абу-Дабі (1966—2004), засновник та перший президент ОАЕ (1971—2004).

### Верховна влада

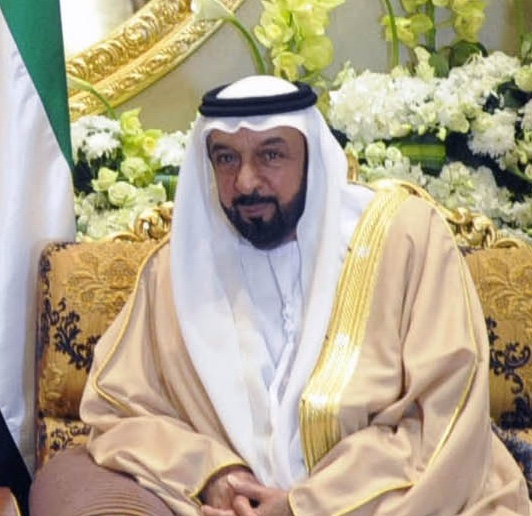
Халіфа ібн Зайд Аль Нахайян - президент Об'єднаних Арабських Еміратів (з 3 листопада 2004), емір Абу-Дабі.

Законодавча влада: Вищим органом законодавчої влади є Вища Рада Федерації, що складається з правителів еміратів. Кожен емірат має в Раді один голос. Для прийняття рішення потрібна більшість — 5 голосів, з 7, із обов'язковою згодою правителів еміратів Абу-Дабі і Дубай. До компетенції Вищої Ради входять: визначення загальної політики ОАЕ; затвердження федеральних законів; ратифікація міжнародних договорів; введення і скасування надзвичайного стану; оголошення війни; затвердження призначеного главою держави Прем'єр-міністра, голови Верховного суду і його членів; здійснення верховного контролю над справами федерації і т. д. Всі рішення Вищої ради ОАЕ є обов'язковими і остаточними.
Парламент ОАЕ — Федеральна Національна Рада (ФНР)- консультативний орган. В цей час всі 40 членів ФНР безпосередньо призначаються правителями еміратів з числа представників знатних родин (ділових кіл і великих землевласників). Термін повноважень членів ФНР — 2 роки. У його функції входить обговорення проєкту бюджету країни і звіту уряду про його виконання, а також розгляд законопроєктів, розроблених урядом, до їх внесення на затвердження Вищій Раді Федерації. Сам ФНР права законодавчої ініціативи не має. Всі поправки ФНР до законопроєктів і заперечення на останні мають рекомендаційний характер. Право вето за ФНР також не закріплено. У перервах між його сесіями федеральні закони можуть прийматися взагалі без будь-якої участі ФНР. Діяльність політичних партій та профспілок заборонена.
Виконавча влада: Вся виконавча влада в ОАЕ належить Главі держави, його заступнику (віцепрезиденту) та Раді Міністрів. Глава держави — Президент, обирається членами Вищої Раді Федерації, на строк п'ять років.  Його повноваження включають призначення Ради Міністрів, Верховного суду, затвердження законів. Президент обіймає також посади Голови Вищої Ради Федерації ОАЕ та Правителя емірату Абу Дабі. Водночас він є Головою Вищої Ради з питань нафти. Президент (з листопада 2004 р.) шейх Халіфа ібн Зайд Аль Нахайян (син першого президента ОАЕ Шейха Заїда бін Султана Аль Нахайяна, який керував державою в період з 1971 по 2004 рр.). Віцепрезидент держави обирається Вищою Радою Федерації. Він традиційно був правителем Дубая, віцепрезидентом і прем'єр-міністром. В  Раді Міністрів місця розподіляються, в основному, між представниками правлячих династій.  Загалом до складу уряду входять 2 віцепрем'єр-міністри та 21 міністр. Рада міністрів висуває федеральні законопроєкти, а потім передає їх Федеральної Національній Раді, яка направляє їх до компетентного комітету.  Якщо компетентний комітет вносить зміни до запропонованого проєкту, то передає його до Комітету з питань законодавства для надання консультацій та підготовки його пунктів до обговорення їх на сесії Федеральної Національної Ради. Врешті-решт, законопроєкт надсилається Вищій Раді Федерації. Статті 190 та 121 Конституції також визначають відповідальність  федерального уряду у сферах зовнішньої політики, безпеки та оборони, у питання національності та імміграції, освіти, охорони здоров'я, національної валюти, поштових та телефонних послуг та інших комунікацій, управління повітряним рухом, ліцензування літаків.

### Судова влада
На місцевому рівні судочинство здійснюється федеральними судами або правителями еміратів. Система федеральних судів розповсюджується на всі емірати, крім Дубаю, Абу-Дабі]та Рас-Аль-Хайми. Федеральні судові органи поділяються на суди першої та другої інстанцій (2 апеляційні суди) і вищу, касаційну інстанцію (Верховний суд). Судові органи першої інстанції діляться на цивільні, кримінальні та шаріатські. Апеляційний суд (друга інстанція) розглядає справи, як правило, після прийняття рішення по них нижчими судами в разі подачі зацікавленою стороною апеляційної скарги. Федеральний Верховний суд (касаційна інстанція) є вищим органом судової системи ОАЕ, якому підпорядковуються всі види судових органів країни. Рішення Верховного суду є остаточними, за винятком смертних вироків, які підлягають затвердженню главою держави. Верховний суд складається з голови і 4 суддів, призначених главою держави за згодою Вищої Ради на невизначений термін. Члени Верховного суду звільняються з посади указом Ради Міністрів після його затвердження Вищою Радою Федерації. Поряд з цивільними і шаріатськими судами в ОАЕ є система військових судів, які здійснюють юрисдикцію тільки щодо військовослужбовців. Конституція закріплює незалежність судів, проте всі судді призначаються і зміщуються виконавчою владою. На даний час всі суди знаходяться в повному і прямому підпорядкуванні міністерства юстиції федерації. Більшість суддів — іноземні громадяни, в основному з арабських країн (Єгипет, Сирія, Ліван).

### Символіка
На гербі Об'єднаних Арабських Еміратів зображений жовтий сокіл — символ єдиновладдя в країні, більшу частину якої займає пустеля. Хвостове оперення символізує сім еміратів — сім пер.
Прапор Об'єднаних Арабських Еміратів був прийнятий 2 грудня 1971.
Прапор виконаний у панарабських кольорах: червоному, зеленому, білому і чорному, символізуючи в цілому арабську єдність.

## Економіка
ОАЕ — велика нафтодобувна країна. Основні галузі економіки: нафтогазова і нафтохімічна, рибна, конструкційних меблів, дрібне кораблебудування та ін. Завдяки прискореному розвитку нафтогазової промисловості в ОАЕ забезпечено найвищий серед держав Аравійського півострова середній річний прибуток на душу корінного населення. У економіці ОАЕ зберігаються традиційні галузі господарства (оазове землеробство, промисли, ремесла, транзитна торгівля) і швидко розвивається нафтогазодобувна промисловість, що забезпечує переважаючу частину держ. прибутків і майже всі валютні надходження. Розвиваються також нафто- і газопереробна, нафтохімічна і металургійна галузі промисловості. Перевезення здійснюються автотранспортом і мор. суднами. Найбільші мор. порти-термінали — Рашид і Зейд, порти — Джебель-Алі, Міна-Халед. За рахунок великих прибутків від експорту нафти була значно поліпшена транспортна мережа. У ОАЕ немає залізниць, але добре розвинена мережа автомобільних доріг, що з'єднують основні міста країни. На початку 1990-х років в країні було шість міжнародних аеропортів. У 1988 в Дубаї був відкритий морський порт Джебель-Алі, що володіє найбільшою у світі штучною гаванню.
За даними [Index of Economic Freedom, The Heritage Foundation, U.S.A. 2001]: ВВП — $ 45,4 млрд. Темп зростання ВВП — (-5,7)%. ВВП на душу населення — $16666. Імпорт товарів і послуг г.ч. з: Японії — 9,3 %; Великої Британії — 8,7 %; США — 7,9 %; Німеччини — 6,4 %; Італії — 5,3 %. Експорт в: Японію — 29,0 %; Південну Корею — 10,0 %; Індію — 6,1 %; Сінгапур — 4,5 %; Оман — 3,7 %.
На початку 2024 року країна стала членом БРІКС.

### Промисловість
Основа економіки — нафтова і газова промисловість. Найбільшими продуцентами є Абу-Дабі та Дубай. Розвиваються нафтопереробна, нафтохімічна, газопереробна, цементна, металургійна (виробництво алюмінію), харчова, легка галузі промисловості. В еміраті Дубай у районі порту Джебель-Алі створено вільну індустріальну зону. Поширене ремісництво (виготовлення килимів, тканин, карбування на золоті й сріблі). Прісну воду постачають 22 заводи з опріснення води. В еміраті Дубай — найбільший у світі сухий док, в якому можуть ремонтуватися танкери місткістю до 1 млн т.

### Сільське господарство країни
Сільське господарство становить незначний відсоток ВВП країни. З моменту виникнення єдиної держави уряд заохочує розвиток цієї галузі. Головна культура — пальма, культивується в основному в оазах і на узбережжі. Вирощуються фініки й овочі. Докладаються зусилля для самозабезпечення країни зерном, але цьому перешкоджає нестача прісної води. Розводять домашню птицю і велику рогату худобу. Кочівники розводять овець, кіз і верблюдів. Основними перешкодами для розвитку сільського господарства є жаркий і сухий клімат, нестача родючих земель, рої сарани, що наступають періодично. Інтенсивний розвиток землеробства призвів до виснаження підземних водних ресурсів і засолення ґрунтів — кілька ферм були змушені припинити своє існування. З 1979 р. по 1985 р. виробництво сільськогосподарської продукції зросло в шість разів. Але і на початку 1990-х років ОАЕ змушені були імпортувати близько 70 % продовольства. Основним постачальником сільськогосподарських культур є емірат Рас-ель-Хайма. Велике значення надається озелененню країни. Національна компанія з лісонасадження безкоштовно забезпечує всі школи, державні установи і резиденції зеленими насадженнями. При будівництві будь-якого заводу або фабрики обов'язкове створення невеликого парку розміром від 200 до 300 гектарів навколо будівлі.

## Інфраструктура

### Транспорт
Автомобільний транспорт — єдиний вид транспорту в ОАЕ. В ОАЕ немає залізниць. Усі емірати пов'язані між собою чотирисмуговими магістралями. Основна магістраль проходить від Еш-Шаму крізь головні прибережні міста до Катару та Саудівської Аравії. Загальна протяжність автошляхів 2000 км. В ОАЕ є метро.

## Демографія ОАЕ
У 2009 році населення ОАЕ становило близько 4,8 млн осіб, з яких приблизно 21,9 % були корінними громадянами країни, інші іноземцями. Як наслідок, громадяни ОАЕ складають загальну меншість з тих, хто проживає в країні. ОАЕ має, одну з найбільш чітко виражених, структуру населення емігрантського типу на всьому Близькому Сході оскільки більшість населення, близько 70 % емігранти, з них 50 % з Південної Азії. Попри це, в країні високий рівень життя та економічних можливостей, оскільки уряд намагається залучати висококваліфікованих робітників з Індії, Єгипту, Йорданії, Ємену, Пакистану, Шрі-Ланки і Бангладеш. У 2007 році налічувалося близько 1,4 млн індійських громадян, що проживають в ОАЕ, що робить їх однією з найбільших діаспор у багатій нафтою країні, 85 тисяч палестинців, які прийшли або як політичні біженці або за-для тимчасової зайнятості та проживання в Об'єднаних Арабських Еміратах. Існують також значні етнічні меншини з Єгипту, Сомалі та Судану — мігрували в ОАЕ ще до їх формування, як держави. ОАЕ також залучають невелике число експатріантів з розвинених країн Європи, Північної Америки, Азії та Океанії.
Населення ОАЕ має нерівномірний статевий розподіл, що складається з більш ніж вдвічі більше чоловіків, ніж жінок. Особливо 15 — 65-літні вікові групи мають розподіл «чоловік / жінка» в співвідношенні в 2,743/1. Гендерний дисбаланс ОАЕ значно перевершує показники, відносно інших арабських країн у регіоні Перської затоки.
Найбільш населене місто — Дубай з приблизно 1,6 млн мешканців. Інші великі міста — Абу-Дабі (Abu Dhabi), Аль-Айн (Al-Ain), Шарджа (Sharjah) і Ель-Фуджайра (Fujairah). Близько 88 % населення Об'єднаних Арабських Еміратів мешкає в містах. Решта мешканців живуть у крихітних селищах-оазах розкиданих по всій країні або в одному з багатьох таборів-поселень в пустелі навколо родовищ корисних копалин. Середня тривалість життя становить 78,24 років, що вище, ніж у будь-якій іншій арабській країні.

### Етнічний склад країни
| Еміратці                   | 19.0 % |
| Інші араби                 | 15.0 % |
| Іранці                     | 8.0 %  |
| Південна Азія              | 50.0 % |
| Західна Азія & Східна Азія | 8.0 %  |

Близько 80 % населення є вихідцями з інших країн. У 2000 році етнічні араби становили 48,1 % всього населення (з них араби ОАЕ — 12,2 %, бедуїни — 9,4 %, єгипетські араби — 6,2 %, оманські араби — 4,1 %, саудівські араби — 4 %), вихідці з Південної Азії — 35,7 %, іранці — 5 %, філіппінці — 3,4 %, європейці — 2,4 %, інші народності — 5,4 %. Число громадян ОАЕ, за різними оцінками, в останні десятиліття не перевищує 25 % від всього населення країни. У той же час найчисленніші етнічні групи представляють (станом на 2003 рік) вихідці з Індії (близько 30 %, або 1,2 млн) і Пакистану (близько 20 %)

### Мови в країні
Державна мова — арабська (рідна лише для 40 % населення). Діалект місцевих жителів максимально наближений до класичного арабського, з невеликими вкрапленнями бедуїнських слів і виразів. Найпоширенішими мовами в іммігрантських громадах є гінді та урду, а також малайська (13 %), балучі (8 %), пушту (6 %), фарсі (5 %), телугу (5 %), сомалі (4 %), бенгальська (3 %). Більшість жителів країни володіють ще й розмовною англійською мовою.

### Релігії країни
Із 4,4 млн населення, що постійно проживає у країні, лише 15-20 % мешканців є громадянами ОАЕ (за даними перепису 2005 року), із них 97 % жителів є мусульманами, з них 85 %— суніти і 15 %— шиїти. Іноземці прибули, в основному, з країн Південної та Південно-Східної Азії, хоча значне їх число прибуло і з Близького Сходу, Європи, Центральної Азії, пострадянських країн і Північної Америки. За даними уряду, 76 %— мусульмани (від загальної чисельності всього населення країни), 9 %— християни, і 15 %— інші релігійні течії. А за неофіційними даними (підрахунок вели громадські структури та представники діаспор) — то, принаймні, 15 % населення складають індуїсти, 5 % — буддисти, а 5 % належать до інших релігійних груп, включаючи парсів, бахаї, і сикхізм.
Конституція передбачає свободу віросповідання відповідно до встановлених звичаями релігійних течій, і уряд в цілому дотримується цього правила на практиці, однак, існують деякі обмеження. Уряд контролює практично всі сунітські мечеті, забороняє прозелітизм, і обмежує право на свободу зборів і асоціацій, обмежуючи тим самим ширшу діяльність релігійних груп. У Конституції проголошується, що іслам є офіційною релігією всіх семи еміратів засновників цього федерального союзу. Уряд визнає, ту невелику кількість християнських конфесій, шляхом видачі в землекористування ділянок та дозволів на будівництво та експлуатацію церков. Уряд субсидує кошти на майже 95 % сунітських мечетей і утримує всіх сунітських імамів; 5 % сунітських мечетей вважаються приватними, кілька мечетей збудовані за великі приватні пожертвування. Меншість, шиїти, сконцентровані у північних еміратах, можуть вільно поклонятися Аллаху і відвідувати свою власну мечеть. Всі шиїтські мечеті вважаються приватними і можуть отримувати кошти від урядів лише за запитом. Шиїтські імами призначаються і утримуються урядом тільки в еміраті Дубай.
Є кілька християнських церков у країні, що побудовані на землях, подарованих правлячими сім'ями еміратів, в яких вони розташовані. Є два індійських храми, що діють в орендованих комерційних будинках в Дубаї, один з яких використовується сикхами також. Сикхи та індуїсти, що живуть в Абу-Дабі, проводять свої релігійні обряди у приватних будинках. Чотири емірати дозволили використання парафіяльних християнських початкових і середніх шкіл. Емірат Абу-Дабі і емірат Дубай пожертвували землю для християнського кладовища, а емірат Абу-Дабі пожертвував землю ще й для Бахаї кладовища. Є два заклади для кремації, які пов'язані з кладовищ для спільноти індуїстської, один в Абу-Дабі і один в Дубаї. Немусульманські релігійні групи збирають кошти серед своїх парафіян і отримують фінансову підтримку з-за кордону. Цим релігійним групам також дозволена відкрита реклама релігійних повідомлень у пресі, таких, як свято уродин, поминки, релігійні конвенції, хорових концертів, і збір коштів.
У 2011 році був побудований перший в історії християнства православний храмовий комплекс на території Об'єднаних Арабських Еміратів — Святого Апостола Пилипа, який розташований в Шарджі.

## Суспільство ОАЕ

### Національні свята
1 січня — Новий рік.
6 серпня — День сходження на престол шейха Заїда.
2 грудня — Національний день. Цього дня у 1971 р. було проголошено незалежну державу ОАЕ.
Релігійні свята. Особливістю прийнятого в ісламі літочислення є використання місячного календаря. Цим пояснюється щорічне «пересування» мусульманських свят, головним з яких є Рамадан. Щороку Рамадан настає на 11 днів раніше, ніж у попередньому році.
Ід Аль-Фітр — Свято розговіння (3-4 дні в кінці Рамадану). Після молитов люди влаштовують бенкети й обмінюються подарунками.
Аль-Мірадж — День вознесіння Мухаммеда на небо.
Ід Аль-Адха — Свято жертвопринесення (3-4 дні), річниця паломництва до Мекки, яке кожний мусульманин повинен здійснити хоча б один раз у житті.
Міляд ан Набі — День народження Пророка.
Хиджра — Мусульманський Новий рік.

### Освіта
Сучасна система освіти в Об'єднаних Арабських Еміратах почала формуватися тільки з недавнього часу, а саме з 1971 року. З цього часу держава почала виділяти величезну кількість коштів на забезпечення стабільного розвитку даної сфери. Були прийняті кілька законів і постанов, що забезпечують нормальний процес і формування стійкої структури системи освіти. Можна сказати, що з 1971 року уряд поставив цю сферу навіть вище, ніж власну економіку, оскільки виділялося близько 25 % від усіх коштів. І, треба сказати, що це принесло свої плоди.

### Система освіти

#### Дошкільна освіта
У даних закладах навчаються діти від 4 до 6 років. Це є своєрідною підготовкою перед початковою школою, де дитина вчиться читати, писати і рахувати. Крім цього, він починає освоювати арабську мову, який є головним предметом у всіх навчальних закладах. Хлопчики і дівчатка навчаються окремо, хоча деякі приватні школи вже не практикують подібного, об'єднуючи всіх дітей в одну групу.

#### Шкільна освіта
Є обов'язковим і передбачає навчання дитини з 6 до 15 років. При цьому отримання такої освіти проходить абсолютно безкоштовно для громадян ОАЕ, і платно для іноземців. Поділів на групи вже немає: хлопчики і дівчатка навчаються разом. Також не існує і декількох навчальних програм, тому як іноземці, так і громадяни цієї країни вивчають європейські науки одночасно з ісламськими предметами. У 1900 році в ОАЕ відкрилася перша приватна школа, але вона була релігійною, оскільки її побудували біля мечеті. У 1953 році відкрилася перша британська школа в Абу-Дабі, де почали викладати не лише місцеві вчителі, а й запрошені з деяких європейських країн професора. Саме після цього рівень грамотності населення різко зріс, а також у людей з'явилося прагнення до вивчення різних європейських наук.

#### Вища освіта
На території країни існує дві категорії університетів — це державні та приватні. При цьому на даному ступені є істотна відмінність, де саме ви будете навчатися. Наприклад, державні ВНЗ відкриті тільки для громадян ОАЕ. Потрапити туди іноземцям неможливо навіть за плату. У державних вищих навчальних закладах система освіти є більш примітивною. Оскільки там навчаються лише громадяни ОАЕ, навчання в першу чергу зачіпає вивчення ісламських дисциплін, а також читання Корану. Тут майже відсутні європейські науки, практичні заняття та міжнародні способи навчання. Для того, щоб іноземні студенти могли отримати повну вищу освіту на території Об'єднаних Арабських Еміратів, для них створюються спеціальні студентські містечка. Причому це робиться не державою, а іншими країнами для своїх студентів. Таким чином, на території ОАЕ з дозволу уряду знаходяться кампуси університетів Великої Британії, США, Німеччини, Іспанії та Франції. Саме вони приймають іноземних студентів і навчають їх за міжнародною програмою. Після закінчення університету, випускники отримують дипломи міжнародного зразка і можуть починати працювати за своєю спеціальністю.

### Медицина
Головні та суттєві зміни медицина в ОАЕ зазнала відтоді, як в країні виявили запаси нафти, після чого обсяг коштів, які фінансуються в систему охорони здоров'я, отриманих від продажу природних джерел, суттєво збільшився й рівень зростання, й розвитку медицини в Об'єднаних Арабських Еміратах швидко став набирати оберти. Завдяки такому серйозному відношенню уряду до охорони здоров'я країни у медиків є можливість відстежувати новітні досягнення науки, купувати суперсучасне обладнання, що і забезпечує ОАЕ високе місце в рейтингу світових медичних систем.
Система охорони здоров'я Об'єднаних Арабських Еміратів
Система охорони здоров'я ОАЕ підрозділяється на державну і приватну. Державні лікарні надають усім громадянам ОАЕ медичні послуги на безоплатній основі. Наявна велика мережа приватних медичних установ надає населенню послуги за страховим полісом або за готівковий розрахунок.
Медичні установи Дубая і більшості інших еміратів оснащені за останнім словом техніки, причому це стосується не тільки приватних медустанов, а й державних лікарень, відмінність між якими найчастіше тільки в комфорті обслуговування і відсутності черги (в державних лікарнях спостерігається велика кількість пацієнтів з числа малозабезпечених верств населення). Найчастіше оснащеність державних лікарень навіть перевершує приватну медицину, ціни на яку в Арабських Еміратах досить високі.
В ОАЕ існує велика мережа соціального захисту, зокрема сімейні центри, основне призначення яких у розв'язанні внутрішніх проблем і навчання жіночої половини населення навичок ведення домашнього господарства. Також діє психологічна допомога для нещасливої молоді та жертв катастроф і епідемій. Соціально незабезпечені верстви населення — вдови, літні люди, сироти, інваліди тощо, отримують соціальну допомогу.

## Культура

### Архітектура
У Дейрі знаходяться відомий Gold souk (Золотий Ринок), з якого туристи щороку вивозять декілька тонн щирого золота, також квартал Baniyas (Nasser), який відомий надзвичайно низькими цінами на електроніку, торгові центри Dubai Festaval city, Deira city Centre, Al Ghurair Mall приваблюють все більше й більше любителів шопінгу.
Цікавим є район Downtown Dubai (Центр Дубай), який щороку приваблює мільйони відвідувачів своїми славетними місцями, яких там нескінченна кількість. У цьому районі знаходиться найвищий в світі хмарочос Бурдж Халіфа, який сягає 828 метрів висоти та складається з 162 поверхів. Під час проєктування та будівництва вежа мала назву Бурдж Дубай, але в день відкриття, 4 січня 2010 року, несподівано для всіх, хмарочос змінив назву на честь діючого президента ОАЕ — Бурдж Халіфа.
Вежі Бурж Халіфа в центрі Дубаю офіційно належить з десяток рекордів. Це найвища наземна споруда в історії людського будівництва, це будівля з найбільшою кількістю поверхів — 162, це найвища будівля — 828 м, в будівлі знаходиться найбільш висотний ліфт, який є і найшвидшим — 18 м/с, та найвисотніший ресторан — 442 м, а також найвисотніший нічний клуб на 144 поверсі. Хмарочос славиться оглядовим майданчиком на висоті 452 м, на який може піднятися кожен.
Окрім вежі в Downtown також знаходяться вражаючі Дубайські співаючі фонтани. На будівництво і проєкт фонтанів інвестиційна компанія Emaar витратила 218 млн доларів США, а висота струменів води при проведенні шоу досягає 150 метрів. Доповнює вежу та фонтани торговий центр Dubai Mall, який не менш грандіозний та рекордний, саме в ньому знаходиться гігантський океанаріум на 33 000 морських жителів та 10 млн літрів води.
1 грудня 1999 року, було відкрито відомий готель Burj Al Arab (Бурдж аль Араб). Члени комісії, що відкривала готель для відвідувачів, були вражені архітектурою, розкішшю та дизайном Burj Al Arab, і прокоментували готель однією фразою: «Цьому готелю зірок не потрібно, він сам зірка!». Готелю була присвоєна категорія All Suites Luxury Hotel. Готель, завдовжки 321 м, вважався найвищим у світі до 2008 року, коли було відкрито Rose Tower висотою в 333 м.

### Театри
31 серпня 2016 року в Дубаї відкрився сучасний оперний театр — Дубайська опера.

## Громадянство

### Народження
Діти, що народилися в ОАЕ від невідомих батьків, автоматично вважаються громадянами Об'єднаних Арабських Еміратів.

### Громадянство дітей
Діти, що народилися від батька, який є громадянином ОАЕ, або від невідомого батька, або він є особою без громадянства, та матері, яка є громадянкою ОАЕ, вважаються громадянами ОАЕ, не зважаючи на місце народження. Діти, що народилися від матері, яка є громадянкою ОАЕ, та від батька, який є іноземцем, мають право подати клопотання про прийняття до громадянства, коли їм виповниться 18 років.

### Громадянство іноземцям
31 січня 2021 року вперше влада Об'єднаних Арабських Еміратів дозволила іноземцям отримувати громадянство. Вони прийняли поправки в закон, в якому прописали кілька категорій громадян. Претендувати на громадянство зможуть інвестори, винахідники, лікарі, вчені і художники, а також члени їх сімей. Заяви розглядатимуть місцеві управління виконавчої влади та уряд.

## Туризм та відпочинок

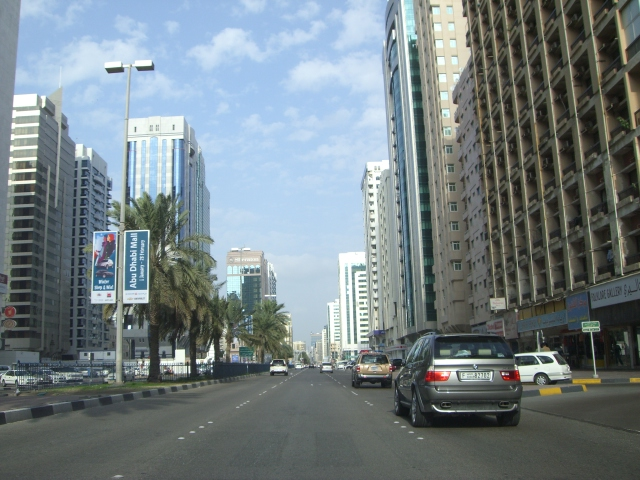
Абу-Дабі

Туризм — один з основних промислів цієї держави, що може говорити про якість обслуговування та уваги до гостей. Курорти і міста ОАЕ (Абу-Дабі, Джумейра, Дубай, Фуджейра, Шарджа) це не лише класичні для пляжного відпочинку пляжі, готелі і розважальні центри. Доповненням до цього є міста різних еміратів, що являють собою перлини сучасної арабської архітектури і популярні центри шопінгу.